# 浪漫主义文学
浪漫主义文学产生于18世纪末，並在19世纪上半叶达到繁荣时期，是西方近代文学最重要的思潮之一。在纵向上，浪漫主义文学是对文艺复兴时期人本主义理念的继承和发扬，也是对僵化的法国古典主义的有力反拨；在横向上，浪漫主义文学和随后出现的现实主义共同构成西方近代文学的两大体系，造就19世纪西方文学盛极一时的繁荣局面，对后来的现代主义和后现代主义文学产生了深远的影响。

## 背景
18、19世纪之间的欧洲面临历史上最大的变革时期。上升的资产阶级与没落的封建贵族进行激烈的反复的权力争斗。1789年爆发的法国大革命几经周折，不仅摧毁了法国君主制的根基，而且撼动了整个欧洲大陆。在法国大革命的感召下，欧洲进入如火如荼的动乱年代。一方面，英法等国在经过不同程度的社会变革之后，经济得以迅速发展，贫富分化日益加剧；另一方面，欧洲弱小民族争取自由独立的斗争日益高涨，并在1848年达到高潮。浪漫主义思潮就是在这一宏阔的社会背景中诞生的。

### 社会和历史因素
在社会和历史发展的角度看，浪漫主义思潮是法国大革命直接催生的产物。法国大革命不仅产生了巨大的政治影响，也给整个欧洲文化带来了新的思潮。新兴的城市工商业资产阶级标榜“自由、平等、博爱”的理念，对旧的封建文化秩序产生了毁灭性的冲击。在法国，执政府时期出现了自由主义思潮，主张保证个人自由和独立性，这成为浪漫主义文学的核心思想。浪漫主义作家往往从个性受到压抑，个人才能得不到发展，个人愿望和抱负得不到实现等角度，表现人物在这种矛盾状态中的感情、行动和悲剧。浪漫主义文学热衷于描写个人失望与忧郁的“世纪病”（Mal du siècle），并颂扬以个人与社会的徒劳的对立为表现形式的反抗。
此外，大革命摧毁了旧的社会秩序，势必导致不同阶层的人们心态的变化。城市中的资产者追逐自由竞争，幻想在这种“平等”的社会氛围中达到权力和财富的顶峰。另一方面，大革命使贵族阶层逐渐落魄，于是悲观颓唐、人生虚幻的情绪滋生，对神秘彼岸的向往也成为流行的思想。这种种社会图景和人生境遇都对浪漫主义文学的盛行提供的土壤。
法国大革命对欧洲其他国家文化的影响是巨大的。在德国的图宾根，为了庆祝攻陷巴士底狱，歌德等作家在城郊种下自由树，德国的文化刊物也纷纷追随法国革命思想，开始对自由、平等、人权等政治理念的讨论。英国湖畔派诗人无一例外受到大革命的影响，华兹华斯认为法国大革命是“按照自然的一般进行产生的，只不过它的好处推迟到来”，骚塞则公然自称自己是共和派。过去的批评家曾依照作家们对革命的态度而强分“消极浪漫主义”和“积极浪漫主义”两派，这是一种偏颇的做法，现在已经很少提及。

### 哲学和文化因素
德国古典哲学和英法的乌托邦社会主义是浪漫主义文学的两大理论来源。
康德的形而上学区分了本体和现象，认为自在之物是不可认识的，人是自然法则的制订者，由此制定了世界的理想性质和神秘性质。其追随者费希特认为现实只是人的一种创造，强调天才、灵感的主观能动性，把人的心灵提高到客观世界创造者的地位。谢林认为世界中扮演着悲剧，整体中存在不和谐，人们必须从自然出发，超越这种不和谐，寻求自我。德国古典哲学的集大成者黑格尔提出社会的真理在于其历史中，而人的精神是历史。人是自在的和自为的，只有在这个意义上，人才是绝对的、自由的、无限的。具有显著的唯心色彩的德国古典哲学为浪漫主义提供了坚实的理论基础。
法国和英国的空想社会主义从另一个角度为浪漫主义提供了视角。法国的圣西门和傅立叶揭露资本主义的贫困现象、民主自由的虚伪、婚姻制度的腐朽和殖民掠夺的残酷，并提出建立未来理想国度的前景。在理想国度里，全体社会成员各尽所能，没有统治者与被统治者之分。英国的欧文则更具改良意识，寄希望于仁慈的统治者身上，强调阶级调和、阶级互爱，以此化解尖锐的社会矛盾。在很多浪漫主义作家身上都能看到显著的乌托邦意识，就是受空想社会主义影响的结果。

### 文学与艺术因素
尽管浪漫主义文学直到19世纪才蔚为大观，但实际上“浪漫主义”作为一种创作倾向古已有之。古希腊的亚里士多德就曾声称：“诗人的职责不在于描述已发生的事，而在于描述可能发生的事，即按照可然率与必然率可能发生的事。”这就是对古代文学中浪漫主义手法的概括。《荷马史诗》和维吉尔的《埃涅阿斯纪》都大量运用浪漫主义手法。至于中世纪的骑士传奇，则与浪漫主义有直接渊源。18世纪英国的伤感文学实际就是浪漫主义的雏形，法国启蒙文学家卢梭主张回归自然也是浪漫主义在近代的滥觞。
横向上看，浪漫主义并不是一个单一的文学思潮，而是涵盖了艺术的其他门类。法国画家德拉克洛瓦和籍里柯就曾创作过许多惊心动魄的浪漫主义绘画，表达自己对风云变幻的社会环境的理解；肖邦、李斯特等音乐家风格幽婉深邃，比才的歌剧热情奔放，是浪漫主义音乐的典范。文学和艺术各门类之间彼此影响，共同构成了声势浩大的19世纪浪漫主义文艺风潮。

## 發展
浪漫主义的理论策源地在德国，但在文学上成就最高的却是英、法两国。欧洲的浪漫主义在发展历程中出现过三次高潮。第一次是在1805年左右，这一时期是英国的湖畔派诗人创作的高峰期，法国的夏多布里昂和史达尔夫人开始引介德国的浪漫主义理论。第二次高潮则从英国诗人拜伦开始，他的作品在1815年至1825年间风靡欧洲，雪莱和济慈紧随其后。这一时期法国文坛相对沉寂，但也有拉马丁和维尼等才华横溢的诗人。此外，意大利的白尔谢、曼佐尼以及德国的霍夫曼等人也是这一时期重要的浪漫派作家。浪漫主义文学的第三个高潮发生在法国，约从1827年至1848年，以浪漫主义文学的集大成者维克多·雨果为代表。这一时期，浪漫主义思潮也波及俄国、东欧和美国，在美国产生了梅尔维尔、惠特曼等浪漫主义大师。1848年以后，浪漫主义文学运动基本结束，但是浪漫主义思潮却并没有销声匿迹，一直持续发展到今天。

### 英国
英国是最早出现浪漫主义文学的国家之一。英国的浪漫主义作家不满于资本主义城市文明的发展，具有愤世嫉俗、归隐自然的倾向。18世纪中后期的诗人罗伯特·彭斯（1759年－1796年）和威廉·布莱克（1757年－1827年）是浪漫主义文学的先驱，他们在英语诗歌文体和语言上做出了很多可贵的尝试。彭斯从苏格兰民歌中吸取养料，其《苏格兰方言诗集》擅长抒情和讽刺，语言通俗；布莱克的《天真之歌》、《经验之歌》则具有象征意义和神秘色彩，在20世纪大放异彩，影响了整个现代英诗。
然而，英国浪漫主义第一批真正的大师则是被称为“湖畔派”的三位诗人。威廉·华兹华斯（1770年－1850年）是湖畔派诗人中成就最高者，他与“湖畔派”另一诗人萨缪尔·柯勒律治（1772年－1834年）共同出版《抒情歌谣集》，成为英国浪漫主义文学的奠基之作。诗集中收录的诗歌大部分为华兹华斯所做，而柯勒律治的名诗《古舟子咏》和《忽必烈汗》亦收入其中，充满幻觉和奇谲的意象。然而华兹华斯这一时期最重要的作品则是长诗《序曲》。骚塞的诗歌极富古之幽情，与世俗格格不入。湖畔派三位诗人均蛰居于英国西北湖区，缅怀中世纪和宗法式的乡村生活，是浪漫主义文学中温婉清丽的代表。
乔治·拜伦（1788年－1824年）和雪莱（1792年－1822年）两位诗人将英国的浪漫主义文学推向高峰。他们和湖畔派诗人的不同之处在于其作品更具战斗意识和政治倾向。雪莱的代表作《解放了的普罗米修斯》通过神话描写被压迫的人民的苦难和暴君的必然下场，预言革命一定会到来。他的短诗《西风颂》、《致云雀》等音韵铿锵，更有“冬天如果来了，春天还会远吗？”等名句传世。拜伦是19世纪上半期最为著名的浪漫主义诗人，他一生游历各地，其诗作充满异域情调。代表作《唐璜》是对资本主义制度的一场深入骨髓的检阅，发人深省。在欧洲，拜伦成为一种文化现象。人们把孤独、悲壮、崇尚个人式反抗的浪漫主义者形象称为“拜伦式英雄”。拜伦晚年投身于希腊的民族解放运动，并最终因伤寒而死于希腊战场。
英国浪漫主义文学的代表人物还包括约翰·济慈（1795年－1821年）。他的创作生涯只有5年，却写出了著名的抒情诗《夜莺颂》和《希腊古瓮颂》，沉醉于古代世界田园牧歌的美景之中。瓦尔特·司各特（1771年－1832年）以创作小说为主，其代表作《艾凡赫》以12世纪的英国为背景，塑造绿林英雄罗宾汉的形象，他是欧洲历史小说的创始人。

### 德国
德国是浪漫主义思潮的发源地。政治经济的落后、资产阶级的软弱以及唯心主义哲学的盛行，决定了德国早期的浪漫主义具有浓厚的神秘主义和宗教色彩。施莱格尔兄弟是德国浪漫主义思潮的理论奠基人，他们以《雅典娜神殿》为阵地，阐述个性解放、艺术无目的论的浪漫主义理念。在施莱格尔兄弟的影响下，德国出现了包括诺瓦利斯（1772年－1801年）、蒂克（1773年－1853年）在内的一批早期浪漫主义诗人。诺瓦利斯的《夜的颂歌》歌颂“神圣的、不可言传的、神秘的”夜，并赞美死亡的美妙感觉。蒂克则著有《民间童话集》三卷，开创了童话小说的新题材。
1805年以后，德国出现了“海德尔堡浪漫派”，代表人物是克莱门斯·布仑塔诺（1778年－1842年）和阿希姆·封·阿尔尼姆（1781年－1838年）。前者的抒情诗《催眠歌》具有民歌风味，诗情浓郁。两人曾合作出版民歌集《男孩的神奇号角》，搜集收录了德国近300年的民歌。雅各布·格林（1785年－1863年）和威廉·格林（1786年－1859年）兄弟是语言学家和民俗学家，他们编成《儿童与家庭童话集》称为世界童话作品中的精品。约瑟夫·封·艾尔兴多夫（1788年－1857年）的小说《一个无用人的生涯》将梦幻与现实混合起来，充满神秘情调。
1809年以后，德国浪漫主义在德国形成另一个中心。克莱斯特（1777年－1811年）的喜剧《破瓮记》抨击普鲁士官场和司法制度的腐败，充满民间喜剧的幽默讽刺特色。霍夫曼（1776年－1822年）的《雄猫穆尔的人生观》展示一个尔虞我诈、男盗女娼的市侩世界，想象和构思奇特。大诗人海涅早年也是一个浪漫派诗人，后来转向现实主义。
总体上看，德国的浪漫主义特征并不明显，风格变化也比较多。到后期，逐渐融入强大的现实主义文学潮流。

### 法国

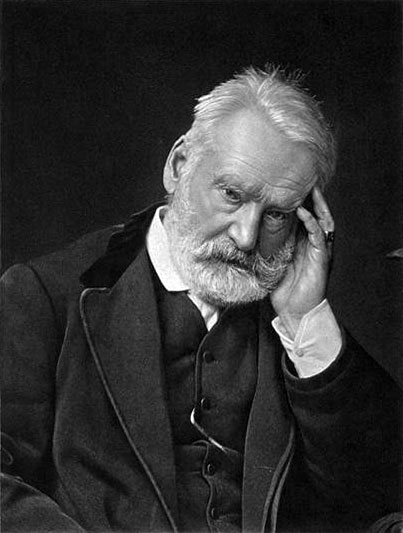
维克多·雨果

由于法国大革命的曲折莫测，决定法国浪漫主义文学具有更加鲜明的政治色彩。弗朗索瓦－勒内·德·夏多布里昂（1768年－1848年）和德·斯戴爾夫人（1766年－1817年）是法国浪漫主义早期代表。前者带有贵族倾向，《基督教真谛》主张复兴中世纪礼教，但其作品对美洲丛林和大草原奇异风光以及古代废墟富于抒情色彩的描写，成为浪漫主义文学异国情调和描绘“废墟美”的滥觞。他的小说《勒内》和《阿达拉》都描写世俗爱情和宗教信仰的矛盾，悱恻缠绵。而斯黛爾夫人则具有民主倾向。她的《论文学》和《论德国》致力于传播浪漫主义理念，不遗余力的抨击法国的古典主义传统。
法国浪漫主义中期的代表包括阿尔封斯·德·拉马丁（1790年－1869年）和阿尔弗莱·德·维尼（1797年－1863年）。前者擅长写抒情诗，是法国浪漫主义诗歌的先驱，《沉思集》情景交融，善用对照和象征笔法；后者则以哲理诗著称，《古今诗集》和《命运集》宣扬孤傲坚忍精神，表达悲天悯人的思想。
1830年以后，维克多·雨果成为法国浪漫主义文学的领导者，他也是整个西方浪漫主义文学的集大成者。1830年，雨果的剧作《欧那尼》的上演标志着浪漫主义在法国最终战胜古典主义。雨果是浪漫主义作家中鲜有的全才，在诗歌、小说、戏剧等领域都有重大建树。其小说《巴黎圣母院》、《九三年》、《悲惨世界》等具有史诗般雄壮的风格，是浪漫主义小说的经典之作。雨果一生支持共和，反对帝制，在1851年曾流亡海外，直至1870年才返回法国。在诗歌和戏剧领域，雨果也取得很高的成就。他在最大程度上拓展法语诗歌的表现形式和创作笔法，极大的丰富法语诗歌的修辞技巧，对后世产生巨大影响。雨果逝世的时候，全欧洲共有逾200万人来到法国参加他的国葬。
和雨果同时代的法国浪漫主义作家还包括女作家乔治·桑（1802年－1876年）。她的创作拓展浪漫主义文学阴柔的特性，尤其擅写女性问题小说和田园小说。代表作《康素爱萝》和《魔沼》都是典型的浪漫主义小说，充满诗情画意和真挚情感。曾和乔治·桑有过短暂恋情的青年诗人阿尔弗莱·德·缪塞（1810年－1857年）是这一时期法国诗坛的一股新生力量，《四夜组诗》具有梦幻般的色彩。小说《一个世纪儿的忏悔》第一次将“世纪病”这一概念引入浪漫主义小说创作中。热拉尔·德·奈瓦尔（1808年－1855年）的抒情诗奇诡深邃，形式精美绝伦，对20世纪现代诗歌影响深远。大仲马（1802年－1870年）创作大量历史小说，《三个火枪手》和《基督山伯爵》将通俗小说的发展推向极致。

### 俄国和东欧
俄国的浪漫主义文学是在1812年拿破仑入侵失败和1825年十二月党人革命之后出现的。俄国浪漫主义文学以诗歌为主，富有强烈的战斗精神。茹科夫斯基（1783年－1852年）对俄国浪漫主义的形成起了重要作用，被誉为第一位俄国抒情诗人。他的《俄国军营的歌手》歌颂军人的爱国壮举，赞美俄罗斯民族伟大的复兴。雷列耶夫（1795年－1826年）创办《北极星》，宣传浪漫主义思想。俄国著名的现实主义作家如普希金、果戈理等早年都是浪漫派，后来转向现实主义。莱蒙托夫（1814年－1841年）是俄国最坚定的浪漫主义诗人，长篇叙事诗《童僧》和《恶魔》塑造具有叛逆性格的英雄形象，表达反暴政的革命理念。小说《当代英雄》第一次塑造“多余人”形象，是心理分析小说的先驱。
在东欧，浪漫主义文学的代表人物是波兰的亚当·密茨凯维奇（1798年－1855年）和匈牙利的裴多菲（1823年－1849年）。东欧浪漫主义文学的特征是和反对异族奴役、争取民族独立的斗争结合起来。密茨凯维奇的《先人祭》抨击沙俄侵略者的血腥屠杀，揭露卖国贵族的行径。裴多菲则以《民族之歌》和《自由与爱情》等诗作歌颂为争取自由的斗争。

### 美国
由于美国和欧洲在历史、文化上的种种不同，以欧洲通行的文学流派的概念来衡量美国文学的发展实际上并不十分准确。但由于美国文学也是整个西方文学的一个部分，因此通常人们也将美国文学史放入整个西方文学史的框架内来研究。
美国的浪漫主义文学深受西欧浪漫主义文学的影响。19世纪上半叶，美国资本主义迅速发展，民族意识和爱国热情高涨，摆脱英国文学的束缚、重视人的精神创造和追求自由的超验主义蔚为大观，至此美国浪漫主义文学开始蓬勃发展。
爱默生 (Ralph Waldo Emerson)（1803年－1882年）和梭罗（1817年－1862年）是超验主义理论家，最先提出浪漫主义的主张。他们强调人的精神作用和直觉的意义，认为自然界充满灵性，人应该回归自然。梭罗的《瓦尔登湖》是美国浪漫主义文学的奠基之作。
美国前期浪漫主义作家的代表人物包括华盛顿·欧文（1783年－1859年）、詹姆斯·菲尼莫尔·库珀（1789年－1851年）和爱伦·坡。欧文被称为美国文学之父，在他的小说中，“美国文学”这一概念第一次浮出水面，不再深受英国文学的拘束。库柏是美国民族文学的奠基人之一，他开创了以《皮袜子故事集》为代表的边疆传奇小说，最重要的一部是《最后一个莫希干人》。爱伦·坡主张艺术要使读者获得刺激而达到灵魂的升华，他的小说大部分以死亡、凶杀、复仇为题材，揭示人的幻觉状态和变态心理，他和法国诗人波德莱尔共同被尊为象征主义文学的先驱。
美国后期的浪漫主义文学以纳撒尼尔·霍桑（1804年－1864年）、沃尔特·惠特曼（1819年－1892年）和赫尔曼·梅尔维尔（1819年－1891年）为代表。霍桑在作品中对“隐秘的恶”进行挖掘，《红字》反映清教徒殖民统治的黑暗以及教会的虚伪和不公，象征手法运用纯熟。惠特曼的耗一生的经历编纂、扩充诗集《草叶集》，歌颂美利坚民族意识的觉醒，成为美国现代文学的鼻祖。梅尔维尔是美国浪漫主义小说家中成就最高者，擅长描写航海奇遇和异域风情，代表作《白鲸》是美国文学史上最杰出的小说之一，小说中的“白鲸”已经成为一种超然的、对人类怀有敌意而又难以征服的神秘物的图腾。

## 影响
浪漫主义文学是西方近代文学两大主流体系之一，对整个西方文学产生的影响是勿庸置疑的。纵向上看，浪漫主义强调创作的绝对自由，彻底摧毁了统治欧洲文坛几千年的古典主义的清规戒律，是西方文学在近代历史上的又一次“文艺复兴”。20世纪的现代主义文学的诸流派，都可以看作是浪漫主义文学蜕变、演进的结果。很多现代主义者自称“新浪漫派”，可见浪漫主义文学与现代主义文学之间密切的联系。
在宏阔的社会历史背景中看，人类历史上没有任何一个文学思潮和风云变幻的社会变革如此密切的结合。浪漫主义文学是近代历史上人们对科学理性、物质主义带来的异化现象的一次彻底的检视和清算。浪漫主义颠覆了西方资本主义旧的价值理性，以强烈的反叛精神构建了一个新的文化模式。
此外，许多浪漫主义者重视对民歌、童话等民间文学的整理和搜集，在很大程度上保存并发扬了西方文学的民间传统。在德国和英国，浪漫主义就是从搜集民间文学开始的。浪漫派广泛从民间传说、神话、童话中撷取题材，极大的丰富了文学的表现手法，为现代主义文学题材的繁荣奠定了基础。